# ميثاق الأمم المتحدة (فصل ثاني عشر)
ميثاق الأمم المتحدة الفصل الثاني عشر: في نظام الوصاية الدولي

## المادة 75
تنشئ «الأمم المتحدة» تحت إشرافها نظاماً دولياً للوصاية، وذلك لإدارة الأقاليم التي قد تخضع لهذا النظام بمقتضى إتفاقات فردية لاحقة وللإشراف عليها، ويطلق على هذه الأقاليم فيما يلي من الأحكام اسم الأقاليم المشمولة بالوصاية.

## المادة 76
الأهداف الأساسية لنظام الوصاية طبقاً لمقاصد «الأمم المتحدة» المبينة في المادة الأولى من هذا الميثاق هي:
(أ) توطيد السلم والأمن الدولي؛
(ب) العمل على ترقية أهالي الأقاليم المشمولة بالوصاية في أمور السياسة والاجتماع والاقتصاد والتعليم، واطراد تقدمها نحو الحكم الذاتي أو الاستقلال حسبما يلائم الظروف الخاصة لكل إقليم وشعوبه، ويتفق مع رغبات هذه الشعوب التي تعرب عنها بملء حريتها وطبقاً لما قد ينص عليه في شروط كل اتفاق من اتفاقات الوصاية؛
(ج) التشجيع على احترام حقوق الإنسان والحريات الأساسية للجميع بلا تمييز بسبب الجنس أو اللغة أو الدين، ولا تفريق بين الرجال والنساء، والتشجيع على إدراك ما بين شعوب العالم من تقيد بعضهم بالبعض؛
(د) كفالة المساواة في المعاملة في الأمور الاجتماعية والاقتصادية والتجارية لجميع أعضاء «الأمم المتحدة» وأهاليها والمساواة بين هؤلاء الأهالي أيضاً فيما يتعلق بإجراء القضاء، وذلك مع عدم الإخلال بتحقيق الأغراض المتقدمة ومع مراعاة أحكام المادة 80.

## المادة 77
1. يطبق نظام الوصاية على الأقاليم الداخلة في الفئات الآتية مما قد يوضع تحت حكمها بمقتضى اتفاقات وصاية:
(أ) الأقاليم المشمولة الآن بالانتداب؛
(ب) الأقاليم التي قد تقتطع من دول الأعداء نتيجة للحرب العالمية الثانية؛
(ج) الأقاليم التي تضعها في الوصاية بمحض اختيارها دول مسؤولة عن إدارتها.
2. أما تعيين أي الأقاليم من الفئات سالفة الذكر يوضع تحت نظام الوصاية وطبقاً لأي شروط، فذلك من شأن ما يعقد بعد من اتفاقات.

## المادة 78
لا يطبق نظام الوصاية على الأقاليم التي أصبحت أعضاء في هيئة «الأمم المتحدة» إذ العلاقات بين أعضاء هذه الهيئة يجب أن تقوم على احترام مبدأ المساواة في السيادة.

## المادة 79
شروط الوصاية لكل إقليم يوضع تحت ذلك النظام، وكل تغيير أو تعديل يطرآن بعد عليها، ذلك كله يتفق عليه برضا الدول التي يعنيها هذا الأمر بالذات ومنها الدولة المنتدبة في حالة الأقاليم المشمولة بانتداب أحد أعضاء «الأمم المتحدة». وهذا مع مراعاة أحكام المادتين 83 و85 في شأن المصادقة على تلك الشروط وتعديلاتها.

## المادة 80
1. فيما عدا ما قد يتفق عليه في اتفاقات الوصاية الفردية التي تبرم وفق أحكام المواد 77 و 79 و 81 وبمقتضاها توضع الأقاليم تحت الوصاية، وإلى أن تعقد مثل هذه الاتفاقات لا يجوز تأويل نص أي حكم من أحكام هذا الفصل ولا تخريجه تأويلاً أو تخريجاً من شأنه أن يغير بطريقة ما أية حقوق لأية دول أو شعوب، أو يغير شروط الاتفاقات الدولية القائمة التي قد يكون أعضاء «الأمم المتحدة» أطرافاً فيها.
2. لا يجوز أن تؤول الفقرة الأولى من هذه المادة على أنها تهيئ سبباً لتأخير أو تأجيل المفاوضة في الاتفاقات التي ترمي لوضع الأقاليم المشمولة بالانتداب أو غيرها من الأقاليم في نظام الوصاية طبقا للمادة 77 أو تأخير أو تأجيل إبرام مثل تلك الاتفاقات.

## المادة 81
يشمل اتفاق الوصاية، في كل حالة، الشروط التي يدار بمقتضاها الإقليم المشمول بالوصاية، ويعين السلطة التي تباشر إدارة ذلك الإقليم، ويجوز أن تكون هذه السلطة التي يطلق عليها فيما يلي من الأحكام «السلطة القائمة بالإدارة» دولة أو أكثر أو هيئة الأمم المتحدة ذاتها.

## المادة 82
يجوز أن يحدد في أي اتفاق من اتفاقات الوصاية موقع استراتيجي قد يشمل الإقليم الذي ينطبق عليه نظام الوصاية بعضه أو كله، وذلك دون الإخلال بأي اتفاق أو اتفاقات خاصة معقودة طبقا لنص المادة 43.

## المادة 83
1. يباشر مجلس الأمن جميع وظائف «الأمم المتحدة» المتعلقة بالمواقع الاستراتيجية، ويدخل في ذلك الموافقة على شروط اتفاقات الوصاية وتغييرها أو تعديلها.
2. تراعى جميع الأهداف الأساسية المبينة في المادة 76 بالنسبة لشعب كل موقع استراتيجي.
3. يستعين مجلس الأمن بمجلس الوصاية - مع مراعاة أحكام اتفاقيات الوصاية ودون إخلال بالاعتبارات المتصلة بالأمن - في مباشرة ما كان من وظائف «الأمم المتحدة» في نظام الوصاية خاصاً بالشؤون السياسية والاقتصادية والاجتماعية والتعليمية للمواقع الاستراتيجية.

## المادة 84
يكون من واجب السلطة القائمة بالإدارة أن تكفل قيام الإقليم المشمول بالوصاية بنصيبه في حفظ السلم والأمن الدولي. وتحقيقا لهذه الغاية يجوز للسلطة القائمة بالإدارة أن تستخدم قوات متطوعة وتسهيلات ومساعدات من الإقليم المشمول بالوصاية للقيام بالالتزامات التي تعهدت بها تلك السلطة لمجلس الأمن في هذا الشأن، وللقيام أيضاً بالدفاع وبإقرار حكم القانون والنظام داخل الإقليم المشمول بالوصاية.

## المادة 85
1. تباشر الجمعية العامة وظائف «الأمم المتحدة» فيما يختص باتفاقات الوصاية على كل المساحات التي لم ينص على أنها مساحات إستراتيجية ويدخل في ذلك إقرار شروط اتفاقات الوصاية وتغييرها أو تعديلها.
2. يساعد مجلس الوصاية الجمعية العامة في القيام بهذه الوظائف عاملاً تحت إشرافها.

## انظر ايضاً
| ميثاق الأمم المتحدة                                                              |
| -------------------------------------------------------------------------------- |
|                                                                                  |
| الفصل الأول في مقاصد الهيئة ومبادئها                                             |
| الفصل الثاني فـي العضوية                                                         |
| الفصل الثالث فـي فروع الهيئـة                                                    |
| الفصل الرابع في الجمعيـة العـامة                                                 |
| الفصل الخامس في مجلـس الأمـن                                                     |
| الفصل السادس في حل المنازعات حلاً سلمياً                                           |
| الفصل السابع فيما يتخذ من الأعمال في حالات تهديد السلم والإخلال به ووقوع العدوان |
| الفصل الثامن في التنظيمات الإقليمية                                              |
| الفصل التاسع في التعاون الدولي الاقتصادي والاجتماعي                              |
| الفصل العاشر المجلس الاقتصادي والاجتماعي                                         |
| الفصل الحادي عشر تصريح يتعلق بالأقاليم غير المتمتعة بالحكم الذاتي                |
| الفصل الثاني عشر في نظام الوصاية الدولي                                          |
| الفصل الثالث عشر في مجلس الوصاية                                                 |
| الفصل الرابع عشر في محكمة العدل الدولية                                          |
| الفصل الخامس عشر في الأمـانة                                                     |
| الفصل السادس عشر أحكـام متنوعـة                                                  |
| الفصل السابع عشر في تدابير حفظ الأمن في فترة الانتقال                            |
| الفصل الثامن عشر في تعديل الميثاق                                                |
| الفصل التاسع عشر في التصديق والتوقيع                                             |